# Симпатолітики

Молекула резерпіну

Симпатолітики (лат. sympatholytica; анат. Sympathica симпатична частина вегетативної нервової системи + грец. Lyticos розчиняє, що послабляє) — це засоби, що пригнічують передачу збудження із закінчень адренергічних нервів на адренорецептори.
Симпатолітиками називають речовини, які зменшують кількість медіатора, що виділяється в закінченнях симпатичних нервів, і які гальмують таким чином передачу адренергічного збудження. На відміну від блокаторів симпатолітіки з постсинаптичними адренорецепторами не взаємодіють. Основними представниками цієї групи є резерпін, гуанетидин, бретілія, тозилат. Широкого застосування ці препарати нині не мають. Резерпін входить в ряд комбінованих антигіпертензивних препаратів.

## Механізм дії
Антиадренергічні засоби пригнічують сигнали адреналіну та норадреналіну. Вони в основному є антагоністами постсинаптичних адренергічних рецепторів (антагоністи альфа- та бета-адренергічних рецепторів, або «блокатори»), що інгібують подальші клітинні сигнальні шляхи адренергічних рецепторів. Однак є винятки: клонідин є адренергічним агоністом рецептора α2; Оскільки цей рецептор розташований пресинаптично, агонізм цього рецептора пригнічує пресинаптичне вивільнення адреналіну та норадреналіну, запобігаючи активації постсинаптичного адренергічного рецептора та передачу сигналів нижче.
Інший спосіб пригнічення передачі сигналів адренергічних рецепторів — блокування синтезу катехоламінів. Наприклад, метилтирозин інгібує один з ключових ферментів у шляху: тирозингідроксилазу.
Резерпін діє, інгібуючи ВМАТ (везикулярний моноаміновий транспортер), запобігаючи накопиченню нейромедіаторів у синаптичних пухирцях. Якщо інгібувати ВМАТ, нейромедіатори не випускатимуться в синаптичну щілину, тим самим гальмуючи їх подальший ефект.
Інші препарати переважно токсичні для симпатичних нейронів. Одним із методів отримання такої специфічності є використання ліків, які є субстратами для транспортера, переважно вираженого на симпатичних терміналах, таких як норадреналіновий транспортер. Такий транспорт дозволяє лікам накопичуватися в симпатичних нейронах, де вони можуть діяти, пригнічуючи симпатичну функцію. До таких препаратів належать бретилій, гуанетидин та 6-гідроксидопамін.

## Показання до застосування
Зменшення симпатичних впливів на внутрішні органи й кровоносні судини й активізація парасимпатичних призводять до наступних клінічних ефектів:
- розширення судин
- зниження артеріального тиску
- зменшення частоти серцевих скорочень
- посилення перистальтики кишечника
- підвищення секреції екзокринних залоз

## Препарати
Основні представники: гуанетидин, клонідин, резерпін.

### Гуанетидин
{\displaystyle {\ce {C10H22N4}}}
Гуанетидин має високу спорідненість до елементів транспортера норадреналіну в мембрані везикул і пресинаптичної мембрани. При його введенні блокується вивільнення норадреналіну, і в результаті порушується передача сигналу в синапсі. Гуанетидин не впливає на вироблення адреналіну в наднирниках і не проникає в ЦНС.
Побічні ефекти: можливий гіпертонічний криз (при психічному перезбудженні адреналін викидається з наднирників і артеріальний тиск може різко підвищуватися), оскільки будь-який тривале вимикання симпатичної нервової системи ↑ чутливість органів до катехоламінів.

### Клонідин
{\displaystyle {\ce {C9H9Cl2N3}}}
Клонідин є α2-агоністом, який завдяки високій ліпофільності добре проникає через ГЕБ (гематоенцефалічний бар'єр). Активація постсинаптичних α2-рецепторів гальмує вазомоторний центр в довгастому мозку, в результаті чого знижується артеріальний тиск. Крім того, при активації периферичних пресинаптичних α2-рецепторів слабшає вивільнення норадреналіну. Крім основного застосування як антигіпертензивний засіб, використовується при опіоїдній залежності для терапії синдрому відміни.
Побічні ефекти: стомлюваність, сухість в роті; різкий підйом артеріального тиску після відміни терапії.

### Резерпін
{\displaystyle {\ce {C10H22N4}}}
Резерпін — алкалоїд в'юнкої рослини Rauwolfia serpentina, росте в південній Азії, перешкоджає депонуванню біогенних амінів, неселективно блокує транспортний механізм в мембрані везикул ВМАТ(везикулярний моноаміновий транспортер). Моноаміни, що не потрапили до везикули розпадаються під дією МАО (моноаміноксидаза А і В типів), що знижує кількість норадреналіну, що вивільняється при збудженні. В обмеженій мірі порушується також процес вивільнення адреналіну з мозкової речовини надниркових залоз. При високому дозуванні зворотно пошкоджуються везикули, для відновлення яких необхідні дні й тижні. Резерпін проникає в ЦНС (Центральна нервова система), де впливає також на депонування біогенних амінів. Застосування: при систолічній гіпертензії.
Побічні ефекти: екстрапірамідні розлади з симптомами паркінсонізму, седативна дія, депресії (вплив на біогенні аміни в ЦНС), набряк слизової носа (нежить при вживанні таблеток резерпіну), зменшення лібідо і потенції, підвищення апетиту.